# Acontia leucotrigonides
Acontia leucotrigonides är en fjärilsart som beskrevs av Embrik Strand 1917. Acontia leucotrigonides ingår i släktet Acontia och familjen nattflyn. Inga underarter finns listade i Catalogue of Life.